# Barthélémy François Rolland de Chambaudoin
Pour les articles homonymes, voir Rolland.
Barthélémy François Rolland de Chambaudoin (20 décembre 1766 à Paris, paroisse Saint-Nicolas-du-Chardonnet - 26 décembre 1830 dans l'ancien 3e arrondissement de Paris) est un haut fonctionnaire du Premier Empire.

## Biographie
Fils aîné du président Rolland d'Erceville, Barthélémy François est conseiller au Parlement de Paris au moment de la Révolution.
Plusieurs fois en danger pendant la Terreur, il est même traduit devant le Tribunal révolutionnaire, mais est acquitté.
Rallié au 18 Brumaire, il devient conseiller général du Loiret le 15 floréal an VIII, et est élu, le 19 vendémiaire an XII, par le Sénat conservateur, député du Loiret au Corps législatif, d'où il sort en 1806.
Nommé chevalier de la Légion d'honneur le 25 prairial an XII, il est créé baron de Chambaudoin et de l'Empire le 29 septembre 1809.
Il est président du canton d'Outarville depuis le 6 germinal an XIII lorsqu'il est nommé préfet de l'Eure le 26 mars 1806 en remplacement de Jacques-Fortunat Savoye-Rollin nommé préfet de la Seine-Inférieure. Il remplit ses fonctions avec assez d'intelligence ; mais des tracasseries, desquelles il ne se défendit pas assez, amènjent sa destitution. Le 20 mars 1813, il est « appelé à d'autres fonctions » avec une pension de 6 000 francs. Il est remplacé par Jean Louis Gaspard de Cassagnes, marquis de Miramon, chambellan de Napoléon Ier.
Il est inhumé au cimetière du Père-Lachaise (10e division),, à Paris.

### Vie familiale
Fils de Barthélemy-Gabriel Rolland d'Erceville, comte de Chambaudoin (1730 ✝ 1794) et de Françoise Marie Blondeau (1737 ✝ 1814), Barthélémy François était le frère aîné de Barthélémy-Louis-Charles Rolland de Chambaudoin d'Erceville (14 août 1772 - château de Chambaudoin, Erceville ✝ 24 janvier 1845 - Paris Xe), officier aux Gardes-Françaises dans l' Armée des princes, député à la Chambre (1820-1827).
Il se marie le 1er septembre 1789 (divorcés le 8 frimaire an III (28 novembre 1794)) avec Marie Françoise Adélaïde Servat (née en 1772 - Paris), dame d'honneur de la princesse Borghèse, sœur de Napoléon. Ensemble, ils ont :
- Auguste Jules Barthélémy (17 juillet 1790 - Paris ✝ 5 mars 1862 - Vanves), 2e baron de Chambaudoin, Maître des requêtes au Conseil d'État, intendant militaire, administrateur de la Courlande pendant l'expédition de Napoléon en Russie, sous-préfet d'Orthez, chevalier de la Légion d'honneur, sans postérité ;
- Marie-Lovely (31 août 1794 - Paris ✝ 10 avril 1821 - Paris Ier),
  - Mariée avec Jean Louis Ébénézer, comte Reynier (1771 ✝ 1814), chef d'état-major à l'armée du Rhin, général de division, gouverneur de Naples, ministre de la Marine et de la Guerre du royaume de Naples, dont postérité ;
  - Mariée en avril 1818  Abel Jacques Louis de Poilloüe de Saint-Mars (8 novembre 1783 - Lausanne  ✝ 14 avril 1861 - Paris), Lieutenant-colonel de cuirassiers, chevalier de Saint-Mars et de l'Empire, marquis de Saint-Mars, officier de la Légion d'honneur ;

D'une relation suivante, avec Mlle de Blainville, il a :
- Un fils mort jeune.

## Fonctions
- Conseiller au Parlement de Paris (28 août 1787) ;
- Conseiller général du Loiret (15 floréal an VIII) ;
- Député du Loiret au Corps législatif (19 vendémiaire an XII) ;
- Préfet de l'Eure (1806-1813)[4].

## Publications
- Exposé de la situation du département de l'Eure, 1806 et 1807, à l'ouverture de la session conseil général, le 15 octobre 1807, Évreux, J. J. L. Ancelle, 1807, in-8 de 38 pages.

## Titres
- 1er baron de Chambaudoin et de l'Empire (29 septembre 1809).

## Distinctions
- Chevalier de la Légion d'honneur du 17 septembre 1809.

## Règlement d'armoiries
« D'azur au lévrier courant accompagné de quatre étoiles, trois en chef, deux en pointe, le tout d'or ; au canton des Barons Préfets brochant. »

## Hommage
Le long de la façade exposée au sud du musée d'Évreux, une voie de la ville est nommée en souvenir du préfet de département qu'il y fut entre 1806 et 1813 .